# (2933) Amber
(2933) Amber (1983 HN; 1938 RB; 1940 CE; 1949 FT; 1950 NE1; 1951 WT; 1978 EB1; 1980 TE2; A917 TE) ist ein ungefähr 20 Kilometer großer Asteroid des mittleren Hauptgürtels, der am 18. April 1983 vom US-amerikanischen Astronomen Norman G. Thomas am Lowell-Observatorium, Anderson Mesa Station (Anderson Mesa) in der Nähe von Flagstaff, Arizona (IAU-Code 688) entdeckt wurde.

## Benennung
(2933) Amber wurde nach Amber Marie Baltutis, der Großmutter des Entdeckers Norman G. Thomas, benannt.